# بهروز مرادی
بهروز مرادی (زادهٔ ۱۳۴۰ کرمانشاه) نظامی و سیاستمدار ایرانی است، که در دولت دهم از ۱۳۹۱ تا ۱۳۹۲ به‌عنوان معاون برنامه‌ریزی و نظارت راهبردی رئیس‌جمهور فعالیت می‌کرد.
وی فعالیت نظامی را در خلال جنگ ایران و عراق از سپاه پاسداران آغاز کرد و در طول جنگ، فرماندهی تیپ ۲۹ نبی‌اکرم را برعهده داشت. او از ۱۳۷۸ تا ۱۳۸۰ فرمانده لشکر ۱۹ فجر بود و در فاصله سالهای ۱۳۸۰ تا ۱۳۸۴ به‌عنوان معاون هماهنگ‌کننده نیروی مقاومت بسیج فعالیت می‌کرد. 
مرادی در دولت محمود احمدی‌نژاد از ۱۳۸۴ تا ۱۳۸۸ استانداری همدان را برعهده داشت، از ۱۳۸۹ تا ۱۳۹۱ مدیرعامل سازمان هدفمندسازی یارانه‌ها بود. وی از ۱۳۹۲ تا ۱۳۹۳ به‌عنوان معاون طرح و برنامه دانشگاه جامع بین‌المللی ایرانیان فعالیت می‌کرد و در فاصله سال‌های ۱۳۹۲ تا ۱۳۹۴ نیز فرماندهی قرارگاه قرب نوح را برعهده داشت.

## سوابق اجرایی
مرادی در زمان جنگ عراق و ایران فرمانده تیپ نبی اکرم کرمانشاه بود و پس از جنگ نیز به عنوان معاون هماهنگ‌کننده نیروی مقاومت بسیج کشور فعالیت می‌کرد. از دیگر مسوولیت‌های او پس از جنگ می‌توان به فرماندهی تیپ نبی اکرم کرمانشاه، فرماندهی لشکر ۱۹ فجر اشاره کرد. با آغاز ریاست جمهوری محمود احمدی‌نژاد او به استانداری همدان انتخاب شد و چهار سال در این سمت باقی ماند و بعد از آن سمت مسئولیت سازمان هدفمندی یارانه‌ها انتخاب شد و در سال‌های پایانی دوره دولت دهم به عنوان معاون برنامه‌ریزی و نظارت راهبردی رئیس‌جمهور انتخاب شد.

## درگیری در مجلس شورای اسلامی
یکی از جنجالی‌ترین اقدامات در زمان ریاست سازمان هدفمندسازی یارانه‌ها درگیری لفظی با سید حسین حسینی نماینده فریمان بود.

## دریافت نشان
وی در روز ۲۲ خرداد ۱۳۹۲ چند روز قبل از پایان دوره ریاست جمهوری محمود احمدی‌نژاد نشان لیاقت و مدیریت را دریافت کرد.
همچنین احمدی‌نژاد بهروز مرادی را در آخرین روز ریاست جمهوری خود به سمت معاونت طرح و برنامه دانشگاه ایرانیان منصوب کرد.